# Морковный суп Моро

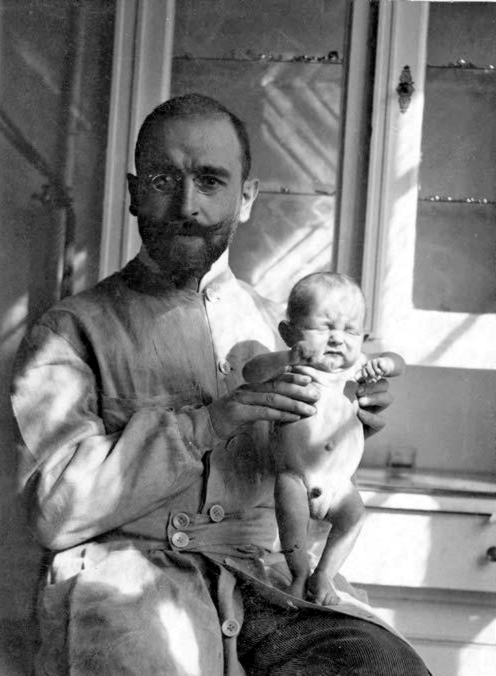
Эрнст Моро (1904)

Морковный суп Моро, также известный как суп Моро, — суп, приготовленный исключительно из моркови, воды и соли. Впервые в качестве лекарственного средства приготовлен Эрнстом Моро в начале XX века. Суп применяется как домашнее средство от диареи наряду с овсяной кашей.

## Приготовление
Для морковного супа Моро берётся полкилограмма очищенной моркови, которая варится в одном литре воды в течение длительного периода времени, не менее 90 минут. Затем морковь протирается в пюре (через сито или ручным блендером). Затем суп заливают кипятком до одного литра и добавляют 3 г соли.
В другие варианты супа во время приготовления также добавляются кусочки мяса. Также распространено добавление мясного бульона.

## Домашнее лечебное средство
Морковный суп Моро используется как натуральное средство в медицине и ветеринарии.
Впервые суп был применён в начале XX века, тогда же был опубликован его рецепт. Известный австрийский педиатр Эрнст Моро, в то время работавший старшим врачом в детской клинике при Мюнхенском Университете, с помощью этого морковного супа в 1908 году резко снизил смертность и количество осложнений у детей с диарейными заболеваниями. Моро приготовил суп по старинным домашним рецептам, которыми он спас жизни многим детям в своей сфере деятельности.
Согласно последним данным, активным компонентом супа являются так называемые кислые олигогалактурониды, которые прикрепляются к микробам в кишечнике и, связывая их, помогают заживлению. Прикреплению бактерий к стенке кишечника, возможно, также препятствуют олигосахариды, содержащиеся в супе (но также и в других продуктах питания).